# Google ニュース
Google ニュース (Google News) は、Google が提供するニュースアグリゲーター。Google のページランクに関連して、Googleの主任研究者である Krishna Bharat が2001年に開発したストーリーランクをベースとして始まった。人間はアグリゲーションのアルゴリズムを調節するだけで、掲載する記事は全て自動的に選択される。2006年1月に Google News ベータ版が登場した。

## 技術的解説
2002年4月にベータ版として紹介され、サービスは2006年1月23日にベータ版として公開された。アグリゲーションは2008年6月31日現在、19か国語で40の地域毎に実行され、さらに地域と言語が拡大されている。現在運用中の言語は、英語、ドイツ語、フランス語、スペイン語、イタリア語、ポーランド語、ポルトガル語、中国語、日本語、韓国語、オランダ語、アラビア語、ヘブライ語、ノルウェー語、チェコ語、ハンガリー語、スウェーデン語、ギリシア語、ロシア語、ヒンディー語、テルグ語、タミル語、トルコ語、マラヤーラム語である。
このサービスは、様々なニュースサイトに過去30日間に掲載されたニュース記事を対象としている。英語版は約 4,500 サイトを対象とするが、他の言語はこれよりも少ない。先頭ページで各記事の最初の200文字程度が掲載され、さらに大きなコンテンツ（元のサイト）へリンクがある。

## 記事の選択
2005年3月に白人至上主義の雑誌 National Vanguard の記事へのリンクが Google News に含まれていることが注目を浴び、大論争が起きた。結果としてGoogleはその雑誌のサイトをアグリゲーション対象から除外した。Googleは、中国が検閲対象としているサイトをアグリゲーション対象としていないことでも批判されていた。2004年9月27日に公式ブログで「中華人民共和国内の人々のため、同国からアクセスできないソースは含めないことにしている」と書いている。現在Googleは中国の特定IPアドレスをブラックリストに載せ、それらがインデックス付けされないようにしている。

## 通信社
2005年3月にフランス通信社 (AFP) は、Googleに対して1750万ドルの損害賠償請求訴訟を起こした。これは、Google News が許可無くAFPの写真や記事の見出しや一部を掲載し、AFPの著作権を侵害しているという訴えである。AFPはGoogleが警告状 (cease and desist) を無視したことも問題とした。これに対してGoogleはAFPがアグリゲーション対象から除外されるための手続きを知らせたが、AFP側がそれを行わなかったと反論している。現在Googleはフランス通信社、AP通信、Press Association、Canadian Press のニュースを購入して掲載している。この取り決めは2007年8月に始まった。2007年にGoogleは、AP通信の記事を Google News へ掲載することに対して対価を支払っているがそれら記事は永久にアーカイブされるわけではない、と発表した。

## ベルギーでの対立
2007年にベルギーの法廷で、Googleはベルギー国内のニュースソースから記事の冒頭部分を引用して表示する権利がない、と判決された。

## 機能とカスタマイズ
Googleニュースは検索機能があり、検索結果はその記事が発表された日時順（ニュースとなる事象が発生した順ではない）か、グループ化した関連度順（および検索なしのグループ表示）で表示できる。英語版は、国の選択に合わせてグループ分け（関連度）を調整するオプションがある。
Googleアラートを設定すると、指定した様々なキーワードに関する記事の掲載時に電子メールで通知する。ニュースだけでなく、RSSやAtomのフィードについても利用可能である。
ユーザーは表示のカスタマイズが可能で、JavaScriptベースのドラッグ・アンド・ドロップインタフェースでカテゴリの表示順序や表示記事数を設定できる。cookieに格納されたオプションによって、異なる版のGoogleニュースを結合して1つのパーソナライズしたページとして表示することもできる。このサービスは2005年11月にGoogle検索履歴と統合された。Google News（英語版）がベータ版から正式版になったとき、ユーザーが検索履歴を設定している場合は過去にそのユーザーがクリックした記事や検索したニュースからユーザーが興味を持つと思われる記事を推奨する欄が追加された。

## News Archive Search
2006年6月6日にGoogle News は News Archive Search 機能が追加され、200年間以上の期間にわたる過去の記事を検索できるようになった。いくつかのニュースについて複数年にわたる記事を時系列表示することもできる。
2008年9月8日、Googleはさらに過去の新聞をスキャンしたものも提供開始した。どの程度の期間の新聞が閲覧できるかは新聞によって異なるが、ニューヨーク・タイムズは当初から創業時の1851年からの全てを閲覧できる。

## 誤報問題
ユナイテッド航空が2002年に倒産した際のシカゴ・トリビューン紙の記事が、提携する Sun-Sentinel のサイトでアーカイブされているが、当該記事を2007年9月7日に Google News が現在のニュースとしてトップニュースに誤掲載すると、ユナイテッド航空の株価が大幅に下落して10億ドル以上の市場価値が失われ、完全には取り戻せない事態が発生した。Google News の掲載に気付いた者があわてて売却し、これがブルームバーグで速報として広く報道され、事態が悪化した。

## ニュースソース
ニュースアグリゲーターのサイトとしてGoogleは、集めた記事のうちで表示するものを独自ソフトウェアを使って採択している。決定は人間も関与するが、どのソースから記事を選ぶかという点だけである。ニュースソースの選択には、ユーザー毎にどれがふさわしいかという意見があり議論が多い。ニュースソースの一覧はGoogle社外に公開されていないが、公開されたとしても議論は収束しない。
2009年6月6日にGoogle News （英語版）は、オンライン百科事典Wikipediaへリンクの記載載を開始した。歓迎と批判がある。

### ニュースソースの一覧の例（英語版、2007年5月）
Google News Report （2009年10月現在、活動していない模様）は Google News を監視しているサイトで2007年5月に、Google News が参照したニュースサイトの上位27位までを公表した。
| ランク | ニュースソース                             |
| ------ | ------------------------------------------ |
| 1      | ニューヨーク・タイムズ                     |
| 2      | ワシントン・ポスト                         |
| 3      | ヒューストン・クロニクル                   |
| 4      | ブルームバーグ                             |
| 5      | ロサンゼルス・タイムズ                     |
| 6      | ロイター                                   |
| 7      | フォーブス                                 |
| 8      | Monsters and Critics.com                   |
| 9      | guardian.co.uk                             |
| 10     | ボイス・オブ・アメリカ                     |
| 11     | インターナショナル・ヘラルド・トリビューン |
| 12     | ボストン・グローブ                         |
| 13     | シカゴ・トリビューン                       |
| 14     | BBCニュース                                |
| 15     | サンフランシスコ・クロニクル               |
| 16     | CBSニュース                                |
| 17     | タイムズ・オンライン                       |
| 18     | 新華社                                     |
| 19     | ウォールストリート・ジャーナル             |
| 20     | USAトゥデイ                                |
| 21     | FOXニュース                                |
| 22     | CNN                                        |
| 23     | Seattle Post Intelligencer                 |
| 24     | MSNBC                                      |
| 25     | ABCニュース                                |
| 25     | デイリー・メール                           |
| 26     | ザ・タイムズ・オブ・インディア             |